# ایو مانژیونه
ایو مانژیونه (انگلیسی: Yves Mangione؛ زادهٔ ۲۷ دسامبر ۱۹۶۴) بازیکن فوتبال اهل فرانسه است.
از باشگاه‌هایی که در آن بازی کرده‌است می‌توان به باشگاه فوتبال باستیا، باشگاه فوتبال رن، باشگاه فوتبال والنسین، و باشگاه فوتبال نیس اشاره کرد.